# Melitturga albescens
Melitturga albescens är en biart som beskrevs av Pérez 1895. Melitturga albescens ingår i släktet Melitturga och familjen grävbin. Inga underarter finns listade i Catalogue of Life.